# Campitello
Campitello (korsicky Campitellu) je obec ve Francii v arrondissementu Corte na Korsice. Leží při řece Golo, 20 km jihozápadně od Bastiy a 28 km severovýchodně od Corte. Obec sestává ze čtyř urbanisticky oddělených osad (Progliolo, Bagnolo, Panicale a Accendi Pipa) a několika samot, které dohromady mají 108 obyvatel. Nachází se zde dva kostely.

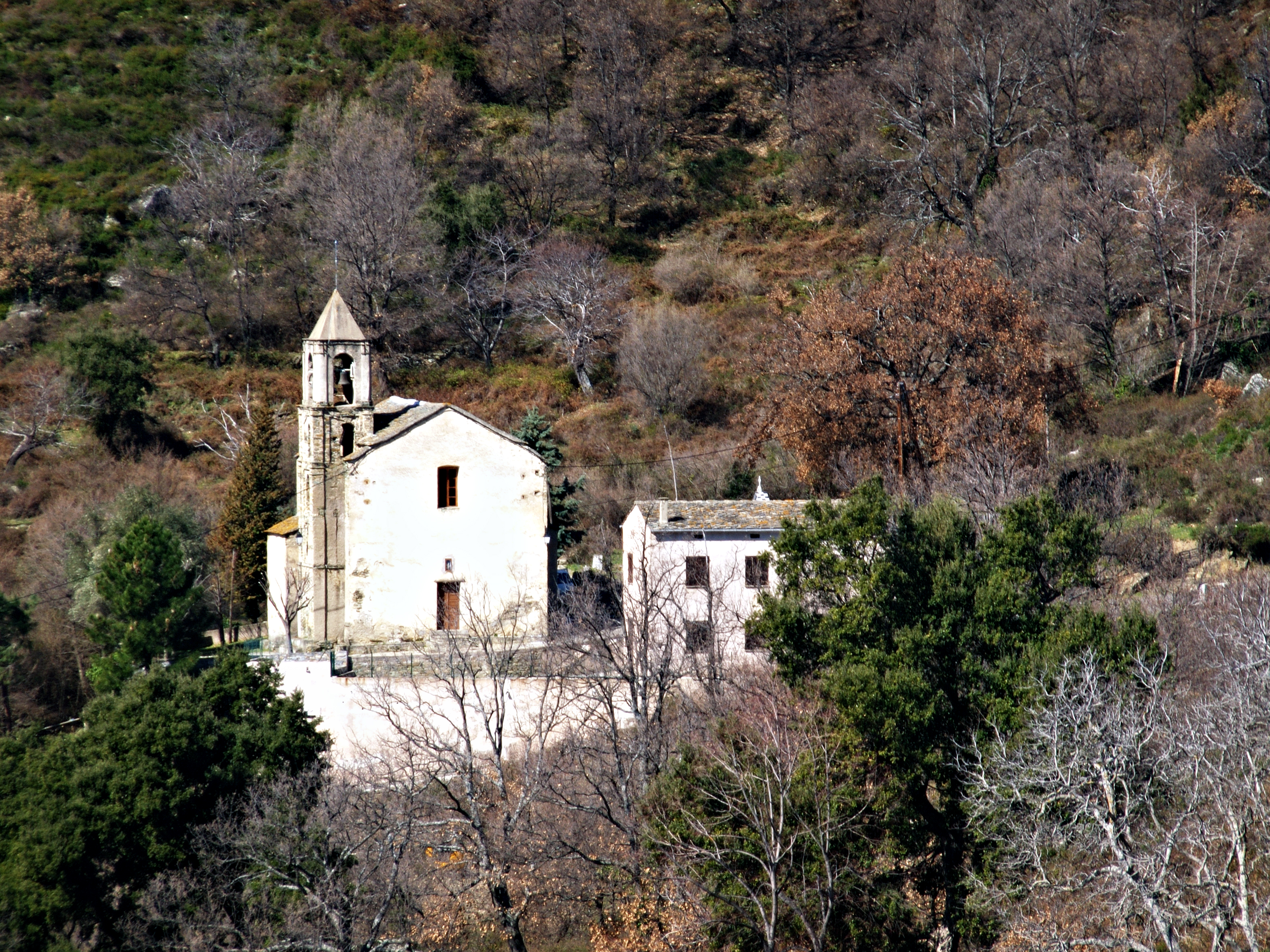
kostel Saint-Pierre